# 奇偶
『奇偶』（きぐう）は、山口雅也による日本の推理小説作品。
2002年10月に講談社より刊行。2005年9月に講談社ノベルス版刊行。2006年10月に講談社文庫から上下巻に分冊され刊行される。講談社ノベルス版の帯では『ドグラ・マグラ』、『黒死館殺人事件』、『虚無への供物』、『匣の中の失楽』に連なる「第五の奇書」と宣伝されている。

## 概要
推理小説ではタブーとされている偶然をテーマにし、作家である主人公・火渡雅の手記という形で、彼が遭遇する偶然の連続と不可能犯罪のような殺人事件が語られる。
それらの事件が単なる事故なのか殺人なのかが判然としないまま、物語はそもそも『偶然』とは何なのか、易の陰陽思想からシンクロニシティ、量子論に至るまで古今東西のペダントリーに終始していく。また、随所に『偶然』や『サイコロ』に関連した文学作品の引用もなされている。

## あらすじ
偶然にもアメリカ同時多発テロ事件があった日、推理作家・火渡雅は書下ろし予定の長編小説についての打ち合わせのため、担当者とカジノに向かう。そこで福助と呼ばれる小人の様な男と、太極柄のネクタイをした男が行っていたクラップスを見学するが、小人が四回連続で6のゾロ目を出すという奇跡を目にする。後日、火渡は町で偶然、先日の太極柄のネクタイの男が落下してきたサイコロ型の電飾におしつぶされて圧死する現場を目撃する。そのサイコロ型の電飾の出目は6のゾロ目であった。その夜、偶然に発症した眼疾によって右目の視力をほぼ無くしてしまう。